# Lee Horsley
Lee Arthur Horsley (ur. 15 maja 1955 w Muleshoe) – amerykański aktor telewizyjny, filmowy i teatralny.

## Życiorys
Urodził się w Muleshoe, w stanie Teksas, w hrabstwie Bailey. Swoją karierę aktorską rozpoczął na scenie w przedstawieniach takich jak West Side Story Arthura Laurentsa, Damn Yankees George’a Abbotta i Oklahoma! Richarda Rodgersa/Oscara Hammersteina II.
W 1981 wcielił się w telewizyjną rolę detektywa Archiego Goodwina w serialu NBC Nero Wolfe. Zagrał tytułową postać w serialu detektywistycznym ABC Matt Houston (1982–1985) i wystąpił jako Ethan Allen Cord w serialu CBS Paradise, znaczy raj (1988–1991), nagrodzonym Western Heritage. Następnie przyjął główną rolę Bena Carrolla w serialu policyjnym CBS Bodies of Evidence (1992–1993).
Zdobył nominację do nagrody Saturna w kategorii najlepszy aktor jako książę Talon w pełnometrażowym kultowym filmie Alberta Pyuna Miecz i czarnoksiężnik (The Sword and the Sorcerer, 1982) z Kathleen Beller (księżniczka Alana) i Simonem MacCorkindale (książę Mikah). W 2012 pojawił się w filmie Quentina Tarantino Django jako szeryf Gus.
25 grudnia 1980 ożenił się ze Stephanie Downer. Mają dwoje dzieci: córkę Amber Cecilię (ur. 17 września 1981) i syna Logana Bruce’a (ur. 17 marca 1983).

## Wybrana filmografia

### Filmy fabularne
- 2012: Django (Django Unchained) jako szeryf Gus
- 2015: Nienawistna ósemka (The Hateful Eight) jako Ed

### Seriale TV
- 1983: Statek miłości (The Love Boat) jako Greg Munford
- 1986: Północ-Południe (North and South) jako Rafe Beaudee
- 1989–1991: Paradise znaczy raj (Paradise) jako Ethan Allen Cord
- 1994–1995: Sokole Oko (Hawkeye) jako Sokole Oko (Natty Bumppo)
- 1995: Klan McGregorów (Snowy River: The McGregor Saga) jako Seamus O'Neil
- 2001: Dotyk anioła (Touched by an Angel) jako Guy Garfield